# Artiomowsk (Rosja)
Artiomowsk (ros. Артёмовск) – miasto w azjatyckiej części Rosji, w Kraju Krasnojarskim, w rejonie kurganińskim.
Założone w 1700, status miasta od 1939, od 1959 miasto posiada piątą część swoich mieszkańców. Miasto znajduje się 180 km na południe od Krasnojarska, 12 km od stacji kolejowej Koszurnikowo na linii Abakan – Tajszet.
Nazwa Artiomowsk pochodzi od Artioma, czyli Fiodora Siergiejewa – rewolucjonisty. Miasto żyje głównie z wydobycia złota.